# بیرن گلاسنر
بیرن گلاسنر (انگلیسی: Björn Glasner؛ زادهٔ ۵ مهٔ ۱۹۷۳ ‏(۵۱ سال)) دوچرخه‌سوار اهل آلمان است.